# Agrippa Postumus
Agrippa Postumus (12 av. J.-C. - 14 apr. J.-C.) est le fils posthume de Marcus Vipsanius Agrippa et de sa troisième épouse Julia, fille de l'empereur Auguste.

## Biographie
Ses frères aînés, Caius Julius Caesar Vipsanianus et Lucius Julius Caesar Vipsanianus, ont été adoptés par leur grand-père maternel l'empereur Auguste, mais ils meurent prématurément en 2 et 4 apr. J.-C. L'empereur adopte alors son dernier petit-fils, qui prend le nom d'Agrippa Iulius Caesar, le 26 ou 27 juin 4 apr. J.-C.
Il adopte en même temps son beau-fils, le futur empereur Tibère, dernier mari de sa fille Julia.
Contrairement à Tibère, Agrippa Iulius Caesar ne possède ni la puissance tribunitienne ni l'imperium proconsulaire, qui sont les marques du pouvoir, mais il se trouve premier dans l'ordre de la succession. Il bénéficie, de plus, d'une légitimité auprès de la plupart des couches sociales de Rome.
Pourtant, il tombe en disgrâce vers 6 apr. J.-C. en raison de son caractère violent (selon la tradition) et plus vraisemblablement à cause de ses liens avec l'entourage de sa sœur, Julia Vipsania. Il est d'abord relégué en 7 apr. J.-C. à Sorrente, puis dépouillé de ses biens, reversés au trésor militaire (Ærarium militare). Il est ensuite envoyé sur l'île de Pianosa entre la Corse et l'Italie.
Il est éliminé dès la mort d'Auguste en 14 apr. J.-C., premier acte de gouvernement de Tibère ou dernière volonté d'Auguste. Après sa mort, son esclave Clemens prit en 16 apr. J.-C. son identité et mena une révolte en contestant la légitimité de Tibère. Agrippa Postumus était en effet, avant d'être évincé, l'héritier le plus probable pour succéder à Auguste. Clemens est arrêté à Ostie par des soldats de Sallustius Crispus[Lequel ?] et tué dans le palais de Tibère.